# Cyrtodactylus samroiyot
Il geco di Sam Roi Yot (Cyrtodactylus samroiyot Pauwels & Sumontha, 2014) è una specie di geco endemico della provincia di Prachuap Khiri Khan in Thailandia.
Prende il nome dal distretto di Sam Roi Yot, dove venne rinvenuto il primo esemplare descritto. L'areale di questa specie si estende nel Parco nazionale Khao Sam Roi Yot, quindi anche nell'adiacente distretto di Kui Buri.